# Venă toracoepigastrică
Vena toracoepigastrică are un traseu în lungul aspectului lateral al trunchiului între vena epigastrică superficială (dedesubt) și vena toracică laterală (deasupra) și stabilește o comunicare importantă între vena femurală și vena axilară. Aceasta este o venă deosebit de importantă când vena cavă inferioară devine obstrucționată, oferind un mijloc de întoarcere venoasă colaterală. Creează o anastomoză cavocavală prin conectarea cu venele epigastrice superficiale care iau naștere din vena femurală chiar sub ligamentul inghinal.

## Semnificație clinică
Vena toracoepigastrică este unică prin faptul că se varsă atât în vena cavă superioară, cât și în vena cavă inferioară. Prin urmare, servește ca o legătură anastomotică cavocavă între cele două vene. Mai mult, vena toracoepigastrică este conectată și de vena portă prin vena paraumbilicală și, prin urmare, servește și ca anastomoză portocavă. Când un pacient se confruntă cu hipertensiune portală, poate exista o acumulare (rezervă) de sânge care intră în sistemul venelor cave prin vena toracoepigastrică. Când se întâmplă acest lucru, poate exista o dilatare vizibilă externă a venelor paraumbilicale (și poate chiar a venei toracoepigastrice) care duce la apariția „Caput Medusae”. Caput Medusae este un semn clinic care este recunoscut de medic prin aspectul caracteristic al venelor destinse eminente din ombilicul pacientului. Se spune că forma acestor vene și dispunerea lor în jurul ombilicului seamănă cu părul șarpelui al monstrului mitologic grecesc, Medusa. „Caput Medusae” [latină] înseamnă „Capul Medusei”.